# Irrigazione a pioggia

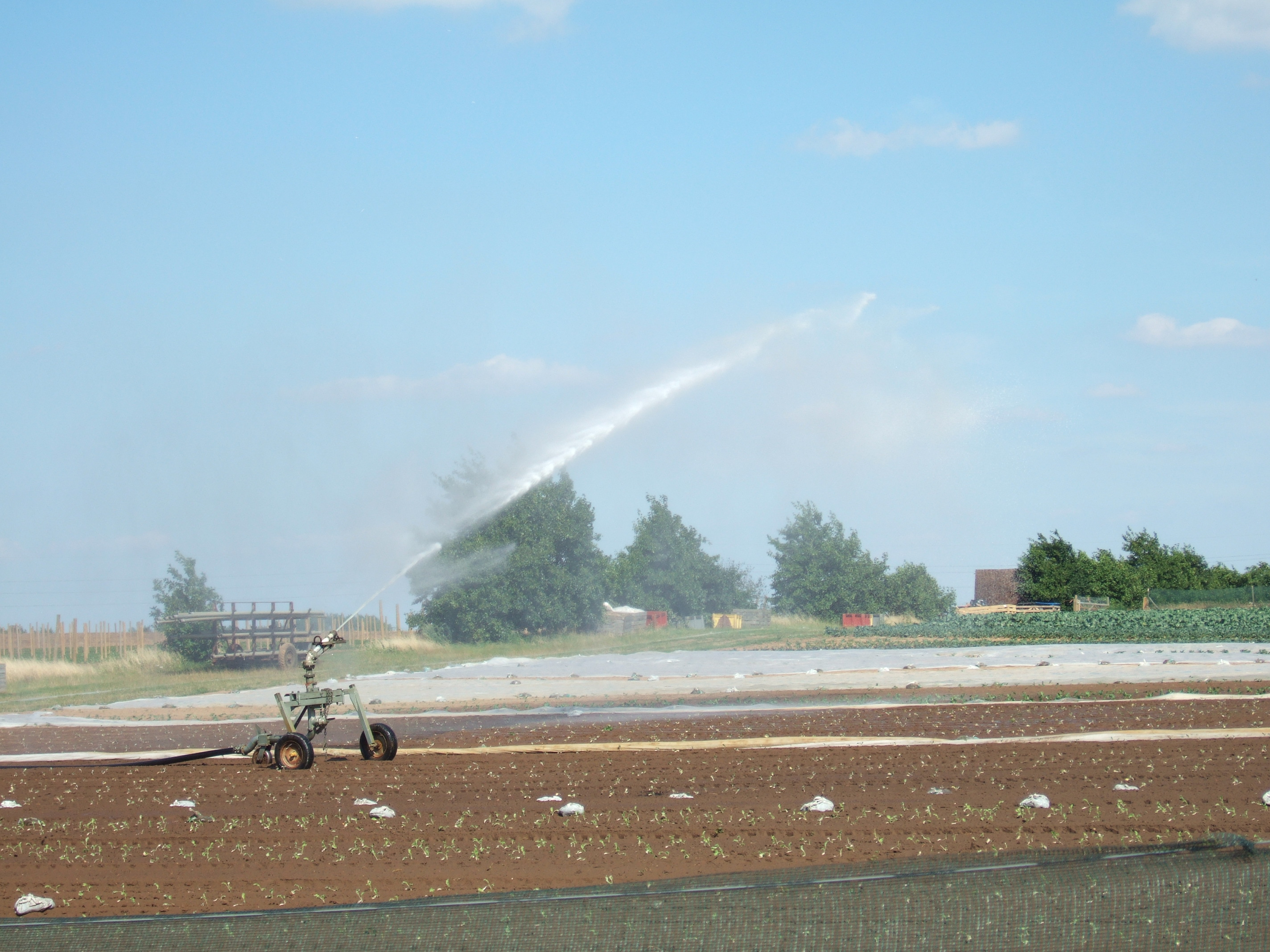
Esempio di irrigazione a pioggia

In agricoltura si definisce sistema di irrigazione a pioggia (detto anche aspersione), una tecnica di distribuzione dell'acqua sotto forma di piccole goccioline, simile alla pioggia.

## Caratteristiche
Un impianto di irrigazione a pioggia è composto da una fonte irrigua (pozzo o canale), una  pompa, le tubazioni e gli irrigatori. Può essere adottato su ogni tipo di terreno, non richiedendo particolari prerequisiti. Gli impianti possono essere fissi o mobili.
Nel caso di impianti fissi, si ha un notevole risparmio di manodopera in quanto gli impianti stessi sono facilmente automatizzabili. Questo tipo di impianti richiede peraltro un ingente investimento iniziale per essere realizzato; inoltre la manutenzione deve essere costante e consuma notevoli quantità di energia.

## Rendimento
Se ad esempio l'acqua in un appezzamento di terreno viene distribuita mediante tubazioni (ali piovane nel caso d'irrigazione a pioggia) la quantità di acqua che fuoriesce dagli irrigatori sarà influenzata dalla pressione dell'acqua nella condotta nella prossimità di questi. Maggiore è la pressione e maggiore sarà la quantità di acqua che si distribuisce. Per effetto degli attriti lungo la condotta le pressioni all'interno di questa non sono uguali ma tendono a diminuire quanto più ci si allontana dalla fonte di approvvigionamento (perdite di carico). Se ci sono grosse perdite di carico lungo le ali piovane e non sono compensate (tramite delle valvole che limitano la portata) sarà elevata anche la disuniformità di distribuzione dell'acqua nell'appezzamento. In linea di larga massima, la pianta che è più lontana dalla fonte idrica riceve meno acqua rispetto alle altre a parità di tempi di apertura degli impianti irrigui. Per dare sufficiente acqua a questa pianta si deve necessariamente dare un surplus di acqua a quella più vicina alla fonte idrica con conseguente spreco di risorsa idrica. Ne consegue che un impianto progettato in modo da contenere al minimo le disuniformità di distribuzione dell'acqua è un presupposto importante per evitare sprechi d'acqua.
L'efficacia dell'irrigazione a pioggia dipende in larga misura anche dalle condizioni meteorologiche nel momento in cui questa viene effettuata; in presenza di vento la distribuzione tende a non essere uniforme, con conseguenti sprechi di acqua; inoltre una eccessiva suddivisione delle goccioline d'acqua provoca ingenti perdite per evaporazione.